# Rolex Yacht-Master II
La Rolex Yacht-Master II est une montre de sport de la marque Rolex, dévoilée en 2007 et introduite pour la première fois en mars 2010 avec les modèles 116688 (or jaune) et 116689 (or blanc). Un an plus tard, en 2011, Rolex présentait le modèle 116681 en acier et en or everose. À Baselworld 2013, la montre était disponible pour la première fois en acier 904L, modèle 116680, équipée d'un insert de lunette Cerachrom en céramique bleue. À l'origine, le Yacht-Master II utilisait le mouvement 4160 de Rolex, mais avec l'introduction du modèle 116680 en 2013, le mouvement a été mis à jour pour devenir le mouvement 4161 spécialement conçu pour le Yacht-Master II. Toutes les montres Yacht-Master II ont une taille de boîtier de 44mmg.